# IC 5378-2
IC 5378-2 — галактика типу SBc у сузір'ї Пегас.
Цей об'єкт міститься в оригінальній редакції індексного каталогу.